# The Invisible Woman (1940)
The Invisible Woman is een Amerikaanse sciencefiction/komediefilm uit 1940. De film is losjes gebaseerd op het verhaal de onzichtbare man van Herbert George Wells, en is een vervolg op de film The Invisible Man Returns. In tegenstelling tot die film was The Invisible Woman meer bedoeld als komische film.

## Verhaal
De rijke advocaat Dick Russell financiert een onderzoek van de uitvinder Professor Gibbs om een onzichtbaarheidsformule te ontwikkelen. Zijn eerste proefpersoon is Kitty Carroll, een model dat ontslagen is bij haar vorige baan. De machine werkt, en Kitty gebruikt haar nieuwe onzichtbaarheid om haar saddistische baas, Mr Growley, terug te pakken.
Terwijl de professor en de onzichtbare Kitty Russell bezoeken, laat de gangster Blackie Cole de machine stelen. Ze blijken de machine echter niet te kunnen gebruiken. Tegen deze tijd raakt het effect van de machine uitgewerkt en Kitty wordt weer zichtbaar. Blackie stuurt zijn handlangers eropuit om haar te ontvoeren. Kitty ontdekt echter dat door wat alcohol te drinken ze weer onzichtbaar kan worden, en ze gebruikt dit om de handlangers van Blackie te verslaan. Daarna stelen zij en Russell de machine terug.
Aan het eind van de film blijkt Kitty te zijn getrouwd en een moeder te zijn geworden. Tevens heeft de machine blijkbaar haar DNA aangepast, daar haar pasgeboren zoontje ook onzichtbaar wordt als zijn huid contact maakt met een alcohol houdende lotion.

## Rolverdeling
| Acteur            | Personage              | Opmerkingen         |
| ----------------- | ---------------------- | ------------------- |
| Virginia Bruce    | Kitty Carroll          |                     |
| John Barrymore    | Prof. Gibbs            |                     |
| John Howard       | Richard Russell        |                     |
| Charles Ruggles   | George                 | als Charlie Ruggles |
| Oskar Homolka     | 'Blackie' Cole         |                     |
| Edward Brophy     | Bill                   |                     |
| Donald MacBride   | Foghorn                |                     |
| Margaret Hamilton | Mrs. Jackson           |                     |
| Shemp Howard      | Frankie / 'Hammerhead' |                     |
| Anne Nagel        | Jean                   |                     |
| Kathryn Adams     | Peggy                  |                     |
| Maria Montez      | Marie                  |                     |

## Achtergrond
De rol van Kitty zou eigenlijk worden gespeel door Margaret Sullavan, maar het script stond haar niet aan en ze kwam niet opdagen bij de opnames. Daar ze echter al een contract had getekend bij Universal mocht ze niet in andere films meedoen. In 1941 kwam ze haar contract alsnog na met een rol in de Back Street.
De speciale effecten van de film werden verzorgd door John P. Fulton.

## Prijzen en nominaties
In 1942 werd de film genomineerd voor een Academy Award voor beste special effects.